# تپلک سینه‌سفید
تپلک سینه‌سفید (نام علمی: Eleoscytalopus indigoticus) گونه‌ای پرنده از تیرهٔ تپلکان (Rhinocryptidae) است. این گونه بومی جنگل‌های اقیانوس اطلس در جنوب شرقی برزیل است.